# (36362) 2000 OV4
2000 OV4 (asteroide 36362) é um asteroide da cintura principal. Possui uma excentricidade de 0.14486160 e uma inclinação de 5.95199º.
Este asteroide foi descoberto no dia 24 de julho de 2000 por LINEAR em Socorro.